# 10374 Etampes
A 10374 Etampes (ideiglenes jelöléssel 1996 GN19) a Naprendszer kisbolygóövében található aszteroida. Eric Walter Elst fedezte fel 1996. április 15-én.